# Neil Gaiman
Neil Richard MacKinnon Gaiman (Portchester, 10 november 1960) is een Engelse schrijver van onder andere sciencefiction, fantasy en specifiek urban fantasy, horror en comics. Hij heeft in zijn carrière meerdere noemenswaardige prijzen ontvangen, waaronder de Nebula Award en de Bram Stoker Award.

## Levensloop
Gaiman begon als journalist, nadat veel uitgevers zijn werk weigerden te publiceren. In 1987 schreef hij het humoristische Don't Panic: The Official Hitchhikers Guide to the Galaxy Companion over het ontstaan van de vierdeligeboekenserie The Hitchhikers Guide to the Galaxy (Het transgalactisch liftershandboek) van Douglas Adams (1979-1984; later verschenen nog twee delen). Dit boek bracht hem in contact met Terry Pratchett met wie hij Good Omens schreef over een op handen zijnde apocalyps.
Gaiman creëerde en schreef de maandelijkse cult stripserie The Sandman. Deze serie van 75 stripverhalen maakte het genre respectabel bij vele nieuwe lezers. De serie liep van 1988 tot 1996, toen het verhaal volgens Gaiman zijn natuurlijk einde had bereikt. De tien delen waarin de verhalen zijn verzameld, worden nog steeds herdrukt. De serie heeft hem vele prijzen gebracht, waaronder de World Fantasy Award in 1991 voor A Midsummer Night's Dream (deel 19).
Gaiman schrijft ook songteksten, poëzie, romans en een televisieserie voor de BBC, Neverwhere, later herschreven tot roman. Hij schreef ook het Engelse script voor de anime-film Mononoke Hime (Prinses Mononoke) van Hayao Miyazaki. In 1997 schreef hij een aflevering voor de televisieserie Babylon 5, The Day of the Dead.
Hij won de prestigieuze Hugo Award en Nebula Award in 2002 voor de roman American Gods. In 2003 won hij met Coraline de Nebula voor beste novelle en in 2004 de Hugo voor het korte verhaal A Study in Emerald. De roman Anansi Boys bracht hem in 2006 de Locus Award en de Mythopoeic Award. Samen met Charles Vess won hij in 1999 de Mythopoeic Award voor Stardust.
Gaiman heeft vanaf het begin van de jaren 90 een bijzondere vriendschap met componist, pianist en zangeres Tori Amos, al voor haar carrière een grote vlucht had genomen. Ze inspireren elkaar. Hij en personages uit zijn werk, worden vaak (meestal cryptisch) genoemd op haar albums. Het personage Delirium is door Tori geïnspireerd, net als de boom in Stardust. Neil schreef een verhaal voor Tori toen ze zwanger was, Blueberry Girl, en is de peetvader van haar dochter.

## Beschuldigingen van seksueel misbruik
In juli 2024 kwamen twee vrouwen naar voren met beschuldigingen van seksueel misbruik tegen Gaiman. Een maand later meldden zich nog drie vrouwen met vergelijkbare verhalen. De beschuldigingen werden naar buiten gebracht door de podcastserie Master: The Allegations Against Neil Gaiman.
De feiten zouden hebben plaatsgevonden tussen 1986 en 2022. Mede naar aanleiding van de beschuldigingen besloot Disney de verfilming van zijn boek The Graveyard Book tijdelijk stop te zetten. Gaiman legde zijn functie neer op de set van de serie Good Omens, nadat de pre-productie vanwege de beschuldigingen was stilgelegd. Gaiman weersprak de beschuldigingen.

## Persoonlijk
Neil trouwde in 1985 met Mary T. McGrath, met wie hij drie kinderen heeft; Michael, Holly en Madeleine. Ze zijn in 2007 gescheiden.
Op 2 januari 2011 is hij hertrouwd met Amanda Palmer. Op 16 september 2015 werd hun zoon Anthony geboren, ook wel Ash genoemd.